# Virgilio di Arles
Virgilio di Arles (VI secolo – Arles, 610) fu arcivescovo di Arles. È venerato come santo dalla Chiesa cattolica.

## Biografia

### Origini e primi anni
Secondo Gregorio di Tours, Virgilio, di origine borgognona fu abate del monastero di San Sinforiano ad Autun e poi, grazie all'appoggio di San Siagrio, vescovo di Autun, divenne arcivescovo di Arles nel 588.
Egli sarebbe succeduto a Licerio, morto nel 588 nel corso della pandemia di peste nota come peste di Giustiniano quantunque i dittici indichino, subito dopo quest'ultimo Pascasio di Arles il quale occupò la sede vescovile per pochissimo tempo. Alcuni, al contrario, lo fanno succedere direttamente a Licerio, il predecessore di Pascasio, secondo gli altri.
Klingshirn, ad esempio, nella sua opera su Cesario d'Arles, citando san Gregorio di Tours indica che l'esistenza di Pascasio è priva di fondamento storico.

### Arcivescovo di Arles

#### Un parente di papa Gregorio
Gregorio il Grande, che lo stimava molto, gli accordò gli stessi onori concessi ai suoi predecessori, con il potere di convocare concili e di giudicare in prima istanza insieme a dodici dei suoi colleghi, le dispute fra vescovi e le questioni sui dogmi..
Così il 1º agosto 595, papa Gregorio offrì a Virgilio il titolo di vicario pontificio, già accordato nel secolo precedente ai vescovi di Arles da papa Zosimo. Questa dignità fece di lui l'intermediario obbligato fra i vescovi della Gallia e la Santa Sede e nello stesso tempo quello cui rivolgersi per risolvere numerosi problemi.
Il 12 agosto 595, gli indirizzò la sua lettera O quam bona sulla simonia per metterlo in guardia contro i misfatti provocati da quest'eresia, Il papa sollecita anche re Childeberto ad aiutare Virgilio in quest'impresa.
A più riprese (596, 601), Virgilio fu sollecitato dal papa ad offrire aiuto ad Agostino di Canterbury, che lui stesso aveva tolto dal suo monastero in Roma con i suoi monaci, inviandoli a lavorare per la conversione degli   inglesi. Si sa che nel 596 la città di Arles fece i preparativi per questa missione ed in quella occasione alcuni schiavi anglosassoni furono acquistati. Il 17 novembre 597, Agostino di Canterbury, di ritorno ad Arles dopo aver convertito il re, la regina ed i principali funzionari, fu consacrato da Virgilio, su richiesta di papa Gregorio, arcivescovo della Chiesa d'Inghilterra nella Cattedrale di Saint-Trophime, ad Arles. Alla cerimonia parteciparono numerosi vescovi. In un'altra occasione, nel 596, papa Gregorio gli chiese di prendere sotto la sua protezione un monastero della Santa Sede, perduto dal suo predecessore Licerio.

#### I primi allarmi
Tuttavia, nonostante questa benevolenza, Virgilio si era già attirato i rimproveri del papa nel 591, allorché numerosi ebrei, cacciati da Orléans e venutisi a rifugiare in Provenza, erano stati convertiti a forza da lui stesso e dal suo collega di Marsiglia Teodosio.
Papa Gregorio scrisse loro una lettera lodandone le buone intenzioni ma insistendo che limitassero il loro zelo alla predicazione e alle preghiere.
Qualche anno dopo, nel 596, probabilmente in seguito all' affaire Dynamius, Virgilio, che gestiva fino ad allora, come i suoi predecessori, gli incassi in Gallia, si vide sottoposto, per disposizione papale, al controllo del vescovo di Aix.

#### La caduta in disgrazia
L'amicizia del papa si raffreddò ulteriormente a seguito del fatto che Virgilio non si era opposto al matrimonio contratto da Siagria, una donna che, dopo aver abbracciato la vita religiosa, era stata costretta con la violenza a contrarre matrimonio.. Il papa lo fece riprendere nel luglio del 599 : forse fu a causa di questa negligenza che Gregorio concesse, dietro istanza della regina Brunechilde, il Pallium a Siagrio, vescovo di Autun, con il potere di convocare concilii.
Questo "raffreddamento" della benevolenza del papa verso Virgilio ne diminuì notevolmente l'autorità come metropolita di Arles.
Nel 601 papa Gregorio chiese a Virgilio di organizzare un concilio contro la simonia e anche per obbligare l'arcivescovo di Marsiglia a riformare la propria diocesi.

## Successione apostolica
La successione apostolica è:
- Arcivescovo Agostino di Canterbury (597)

## La leggenda
Secondo una Vita scritta alla fine dell'VIII secolo, Virgilio sarebbe nato in un paese dell'Aquitania, sarebbe divenuto monaco e poi abate nell'Abbazia di Lerino ed infine arcivescovo di Arles, ove avrebbe costruito la Cattedrale di Saint-Trophime. Questa biografia, accettata a grandi linee da Mabillon e dai Bollandisti non è altro che la riproduzione, di poco variata, della Vita di San Massimo, vescovo di Riez, scritta dal patrizio Dynamius prima della morte di San Virgilio.